# إسماعيل بن إبراهيم الوحاظي
هو إسماعيل بن إبراهيم بن عبد الله الربعي الوحاظي الحميري.

## حياته
عاش وتوفي في القرن الخامس الهجري (480هـ/1087م) وهو شقيق عيسى بن إبراهيم الوحاظي.

## السيرة الذاتية
هو (عالم، لغوي) من علماء اللغة في القرن الخامس الهجري ، وقد ذكر المؤرخ (عمر بن علي بن سمرة الجعدي) في كتابه: (طبقات فقهاء اليمن) أنه من علماء اللغة وأئمتها، وذكر المؤرخ (مُسلَّم بن محمد اللحجي) في كتابه: (أخبار الزيدية) أنه كان مؤدب بعض أولاد الملك (علي بن محمد الصليحي).

## مؤلفاته

### ( قيد الأوابد)
قصيدة مشهورة في اللغة والنحو- خ، منها نسخة في مكتبة القاضي (محمد العمري). رتبها على ترتيب كتاب: (العين) لـ(الخليل بن أحمد الفراهيدي)، وأورد فيها خلال التفسير نوادر من محاسن الأخبار والأشعار، واشتملت على أكثر كتاب: (العين)، وأولها:
أجيبوا يا ذوي التحصيــلِ للآداب من يســألْ
عن العيهق والعوهــــــق والعنجة والعَيْهَــــلْ

### (رسائل قيمة، وأبيات مستحسنة)
تجمع معاني من أبواب اللغة والنحو.